# 須津駅
須津駅（すどえき）は、静岡県富士市中里にある岳南電車岳南鉄道線の駅である。駅番号はGD08。駅名は旧地名の「須津村」による。

## 歴史
- 1953年（昭和28年）1月20日：岳南鉄道の駅として開業。
- 1989年（平成元年）4月：播磨化成工業のタンク車輸送廃止により、貨物列車の設定がなくなる。
- 2013年（平成25年）4月1日：経営移管に伴い、岳南電車の駅となる。

## 駅構造

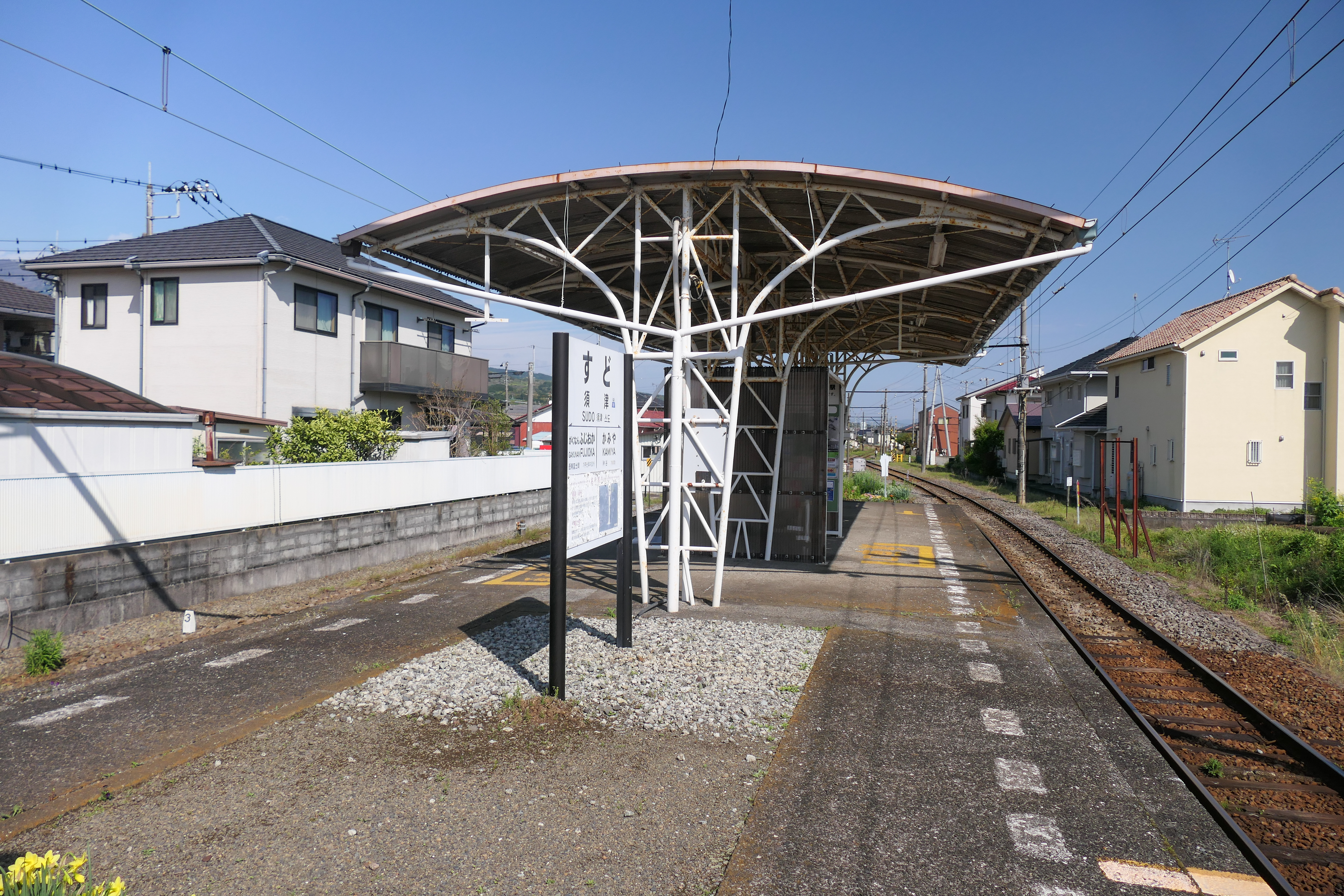
ホーム（2023年4月）

島式ホーム1面2線を有する地上駅。引上線と2本の側線を有しており、駅西部にある福泉醸造工業（現 福泉産業）の専用線から原料や製品（調味料）の貨物輸送が1970年頃まで行われていた。このほか鶴見曹達や播磨化成による化学薬品の取り扱いもあったが、既に廃止されている。側線と専用線は撤去されて住宅地や道路に転用された。駅舎も撤去され無人駅になった。

### のりば
| のりば           | 路線        | 方向 | 行先         |
| ---------------- | ----------- | ---- | ------------ |
| 北側（駅広場側） | ■岳南鉄道線 | 下り | 岳南江尾方面 |
| 南側             | ■岳南鉄道線 | 上り | 吉原方面     |

## 利用状況
『静岡県統計年鑑』によれば、1日平均の乗降人員は以下の通りである。
- 2001年度 - 233人（乗車112人・降車121人）
- 2002年度 - 225人（乗車111人・降車114人）
- 2003年度 - 218人（乗車108人・降車110人）
- 2004年度 - 208人（乗車104人・降車104人）
- 2007年度 - 196人（乗車102人・降車94人）

## 駅周辺
住宅や農地が広がる。駅から北へ進むと大棚の滝（須津渓谷内）に至るが、遠い所にある。
- ポテト中里店
- 東名高速道路中里バスストップ
- 須津湖 - かつての富士八海の一つに数えられる[1]。

## 隣の駅
岳南電車
■岳南鉄道線
岳南富士岡駅 (GD07) - 須津駅 (GD08) - 神谷駅 (GD09)